# Рихтер, Фридрих (актёр)
Фридрих Рихтер (нем. Friedrich Richter; 5 июня 1894, Брно, Цислейтания — 3 марта 1984, Берлин) — немецкий актёр.

## Биография
Родился в 1894 году в городе Брно, Австро-Венгрия.
Прошёл актёрское обучение в Вене и впервые выступил на сцене в Брно в 1921 году. 
Затем последовали выступления на сценах Праги, Вены, Вроцлава, Штутгарта и Дюссельдорфа.
В 1928 году вступил в Коммунистическую партию Германии. В 1930—1932 годах работал в агитпроповских театрах в Рейнской области и Рурской области.
С приходом к нацистов к власти в Германии в 1933 году его жена актриса Эми Франк (урождённая Эмилии Розенталь) как еврейка арестовывалась, эмигрировали через Чехословакию в Советский Союз, где работал, в частности, в Немецком передвижном театре под руководством Максима Валлентина, в 1937 году через Чехословакию уехал в Англию, где работал в театре, кино и на радио.
После войны в 1948 году он вернулся в Германию, в ГДР и был участником театра «Берлинер ансамбль», затем в с 1952 по 1970 годах актёр Немецкого театра, после свободный актёр.
С 1950 года снимался в кино, обычно в эпизодических ролях, всего сыграв в более 70 фильмах и телефильмах.
Творческая деятельность отмечена Премией Гёте города Берлина и орденом «За заслуги перед Отечеством» в золоте.
Умер в 1984 году в Берлине, похоронен со своей женой на Французском кладбище.

## Память
В 1985 году в Берлине в районе Бух в его честь была названа улица Фридрих-Рихтер-штрассе.

## Избранная фильмография
Снялся в более 70 фильмах и телефильмах, в том числе:
- 1950 — Тайное поручение / Der Auftrag Höglers (ГДР) — дрктор Брейтаупт
- 1951 — Верноподданный / Untertan — Лауэр
- 1953 — Приключения маленького Мука / Die Geschichte vom Kleinen Muck — Мукрах
- 1955 — Рассыльный из отеля / Hotelboy Ed Martin — Кёниг, доктор
- 1957 — Где бы ты ни был... / Wo Du hin gehst… — Вольф, доктор
- 1957 — Тинко / Tinko — сельский врач
- 1958 — Процесс откладывается / Der Prozeß wird vertagt — Вальдег
- 1959 — До удара молнии / Bevor der Blitz einschlägt
- 1960 — Зайлергассе, 8 / Seilergasse 8 — Мильбе, пенсионер
- 1961 — Операция "Гляйвиц" / Der Fall Gleiwitz — еврей-профессор
- 1961 — У смерти свое лицо / Der Tod hat ein Gesicht — доктор Цихи
- 1970 — Король прессы из Гамбурга / Ich — Axel Caesar Springer — Кюстермейер
- 1970 — Красная капелла / KLK an PTX — Die Rote Kapelle — гость генерала Бека
- 1974 — Якоб-лжец / Jakob, der Lügner (ГДР, Чехословакия) — профессор Киршбаум
- 1975 — Невидимый прицел / Unsichtbare Visier, Das — Кляйн, инженер
- 1977 — Путешествие в Атлантиду / Unterwegs nach Atlantis (ГДР, Болгария, Югославия) — Платон
- 1978 — Доказательств убийства нет / Für Mord kein Beweis — Ринтен
- 1980 — Дом с тяжёлыми воротами / Die Verlobte — эпизод
- 1983 — Сельские Ромео и Джульетта / Romeo und Julia auf dem Dorfe — сапожник